# Roy Oswalt
Roy Edward Oswalt (Weir, 29 agosto 1977) è un ex giocatore di baseball statunitense.
Con la nazionale di baseball degli Stati Uniti d'America ha vinto la medaglia d'oro ai Giochi Olimpici di Sydney 2000 e ha disputato il World Baseball Classic 2009.

## Premi e Riconoscimenti

### Individuale
- MVP della National League Championship Series: 1

2005
- Major League Baseball All-Star Game: 3

2005, 2006, 2007
- Miglior giocatore per media PGL: 1

2006
- Miglior giocatore per numero di vittorie: 1

2004
- Giocatore del mese: 2

NL: agosto 2002, settembre 2006
- Esordiente del mese: 1

NL: agosto 2001
- Giocatore del settimana: 2

NL: 27 giugno 2004, 7 settembre 2008
- No-hitter: 1

11 giugno 2003

### Nazionale
Olimpiadi
- Atene 2000:  Medaglia d'Oro